# Uhrichsville
Uhrichsville est une ville du comté de Tuscarawas, dans l’État de l’Ohio. Lors du recensement de 2010, sa population s’élevait à 5 413 habitants. Sa superficie totale est de 7,28 km2.

## Source
- (en) Cet article est partiellement ou en totalité issu de l’article de Wikipédia en anglais intitulé « Uhrichsville, Ohio » (voir la liste des auteurs).